# Inuyana ucaya
Inuyana ucaya är en insektsart som beskrevs av Young 1977. Inuyana ucaya ingår i släktet Inuyana och familjen dvärgstritar. Inga underarter finns listade i Catalogue of Life.